# Władysław Raginis
Władysław Raginis (Daugavpils, 27 juni 1908 - Wizna, 10 september 1939) was een Poolse kapitein ten tijde van de invasie van Polen door nazi-Duitsland (Poolse Veldtocht). Hij was de militaire bevelhebber van de Poolse verdedigingslinie te Wizna gedurende de begindagen van de Tweede Wereldoorlog.
Raginis werd geboren in het toenmalige Dźwińsk, Rusland (nu een onderdeel van Letland). Na zijn middelbare studies ging hij in het leger en studeerde aan de officiersschool. Op 15 juli, 1930 vervolledigde hij deze studies, waarna hij toegewezen werd aan het 76ste Infanterie Regiment te Hrodna. Het is hier dat hij zich opwerkte tot de rang van kapitein waarna hij deel ging uitmaken van het Korpus Ochrony Pogranicza, KOP, een Poolse militaire eenheid, opgericht in 1924 met het specifieke doel de verdediging van de oostgrens met de toenmalige Sovjet-Unie. Wanneer in 1939 de spanningen tussen Polen en nazi-Duitsland hoog opliepen werd zijn eenheid overgeplaatst naar Wizna, alwaar hij het bevel over alle Poolse strijdmachten in die regio overnam.
Na de invasie van Polen in september 1939, kwamen de Poolse strijdmachten onder commando van kapitein Raginis voor het eerst in contact met vijandelijk vuur op 7 september 1939. Hun aantal (720 soldaten) was gering in vergelijking met de overweldigende Duitse meerderheid (42.000 soldaten). In een poging om het moreel van zijn manschappen hoog te houden zou Wladyslaw Raginis gezworen hebben zijn bunker niet levend te verlaten, en aldus zijn lot met dat van zijn manschappen verbonden hebben.
De verdediging van Wizna duurde in totaal drie dagen. Op 10 september 1939 was de bunker van kapitein Raginis het laatst overgebleven punt van weerstand, met Raginis nog altijd in eigen persoon (hoewel zwaargewond) als bevelhebber te midden van zijn manschappen. Net na de middag kwam echter het bericht dat de bevelhebber aan Duitse zijde, Heinz Guderian, ermee dreigde om alle Poolse krijgsgevangen om het leven te brengen indien het verzet niet gestaakt zou worden. Raginis beval zijn manschappen tot het verlaten van de bunker en blies zichzelf op, trouw aan zijn woord, met een handgranaat.
Zijn symbolische graf ligt net naast de overblijfselen van de bunker, te Wizna, en is aldaar te bezichtigen. Ook werd de lokale basisschool naar hem vernoemd. Raginis zou bovendien uitgroeien tot een nationaal symbool van weerstand, een oorlogsheld die postuum geëerd werd door zijn opname in de Orde Virtuti Militari (13 mei 1970).

## Militaire loopbaan
|  | Podporucznika, Poolse strijdkrachten: 15 juli 1930       |
|  | Porucznika, Poolse strijdkrachten: 1934                  |
|  | Kapitan, Poolse strijdkrachten:                          |
|  | Major, Poolse strijdkrachten: 21 augustus 2012 (Postuum) |

## Decoraties
- Krzyż Złoty Order Virtuti Militari (Postuum) op 13 mei 1970
- Krzyż Kawalerski Order Odrodzenia Polski op 28 maart 2009